# Contea di Rockingham (Carolina del Nord)
La contea di Rockingham in inglese Rockingham County è una contea dello Stato della Carolina del Nord, negli Stati Uniti. La popolazione al censimento del 2000 era di 91 928 abitanti. Il capoluogo di contea è Wentworth.